# Lista monumentelor istorice din județul Cluj

Simbol utilizat în România pentru monumentele istorice

Lista monumentelor istorice din județul Cluj cuprinde monumentele istorice din județul Cluj înscrise în Patrimoniul cultural național al României. 
Lista completă este menținută și actualizată periodic de către Ministerul Culturii din România, prin intermediul Institutului Național al Patrimoniului, ultima versiune datând din 2015. Această listă cuprinde și actualizările ulterioare, realizate prin ordin al ministrului culturii.
Datorită numărului mare de monumente, această listă a fost împărțită după localitatea în care se află monumentul. Dacă știți localitatea (satul sau orașul) în care se află monumentul, alegeți localitatea din lista din această pagină. Dacă nu știți localitatea, puteți căuta un monument din județ folosind formularul de mai jos.
| A ↑ A B C D E F G H I Î J K L M N O P Q R S Ș T Ț U V W X Y Z ↓ | A ↑ A B C D E F G H I Î J K L M N O P Q R S Ș T Ț U V W X Y Z ↓ | A ↑ A B C D E F G H I Î J K L M N O P Q R S Ș T Ț U V W X Y Z ↓ | A ↑ A B C D E F G H I Î J K L M N O P Q R S Ș T Ț U V W X Y Z ↓ | A ↑ A B C D E F G H I Î J K L M N O P Q R S Ș T Ț U V W X Y Z ↓ | A ↑ A B C D E F G H I Î J K L M N O P Q R S Ș T Ț U V W X Y Z ↓ | A ↑ A B C D E F G H I Î J K L M N O P Q R S Ș T Ț U V W X Y Z ↓ | A ↑ A B C D E F G H I Î J K L M N O P Q R S Ș T Ț U V W X Y Z ↓ | A ↑ A B C D E F G H I Î J K L M N O P Q R S Ș T Ț U V W X Y Z ↓ | A ↑ A B C D E F G H I Î J K L M N O P Q R S Ș T Ț U V W X Y Z ↓ |
| --------------------------------------------------------------- | --------------------------------------------------------------- | --------------------------------------------------------------- | --------------------------------------------------------------- | --------------------------------------------------------------- | --------------------------------------------------------------- | --------------------------------------------------------------- | --------------------------------------------------------------- | --------------------------------------------------------------- | --------------------------------------------------------------- |
| Agârbiciu                                                       | Aghireșu                                                        | Aghireșu-Fabrici                                                | Agriș                                                           |                                                                 |                                                                 |                                                                 |                                                                 |                                                                 |                                                                 |
| Aiton                                                           | Aluniș                                                          | Alunișu                                                         | Andici                                                          |                                                                 |                                                                 |                                                                 |                                                                 |                                                                 |                                                                 |
| Antăș                                                           | Apahida                                                         | Ardeova                                                         | Arghișu                                                         |                                                                 |                                                                 |                                                                 |                                                                 |                                                                 |                                                                 |
| Aruncuta                                                        | Așchileu                                                        | Așchileu Mare                                                   | Așchileu Mic                                                    |                                                                 |                                                                 |                                                                 |                                                                 |                                                                 |                                                                 |
| B ↑ A B C D E F G H I Î J K L M N O P Q R S Ș T Ț U V W X Y Z ↓ |                                                                 |                                                                 |                                                                 |                                                                 |                                                                 |                                                                 |                                                                 |                                                                 |                                                                 |
| Baciu                                                           | Batin                                                           | Băbdiu                                                          | Băbuțiu                                                         |                                                                 |                                                                 |                                                                 |                                                                 |                                                                 |                                                                 |
| Bădeni                                                          | Bădești                                                         | Băgaciu                                                         | Băgara                                                          |                                                                 |                                                                 |                                                                 |                                                                 |                                                                 |                                                                 |
| Băișoara                                                        | Băița                                                           | Bălcești (Beliș)                                                | Bălcești (Căpușu Mare)                                          |                                                                 |                                                                 |                                                                 |                                                                 |                                                                 |                                                                 |
| Bărăi                                                           | Bârlea                                                          | Bedeciu                                                         | Beliș                                                           |                                                                 |                                                                 |                                                                 |                                                                 |                                                                 |                                                                 |
| Berchieșu                                                       | Berindu                                                         | Bica                                                            | Bicălatu                                                        |                                                                 |                                                                 |                                                                 |                                                                 |                                                                 |                                                                 |
| Blidărești                                                      | Bobâlna                                                         | Bociu                                                           | Bodrog                                                          |                                                                 |                                                                 |                                                                 |                                                                 |                                                                 |                                                                 |
| Bogata                                                          | Bogata de Jos                                                   | Bogata de Sus                                                   | Boian                                                           |                                                                 |                                                                 |                                                                 |                                                                 |                                                                 |                                                                 |
| Boj-Cătun                                                       | Boju                                                            | Bolduț                                                          | Bologa                                                          |                                                                 |                                                                 |                                                                 |                                                                 |                                                                 |                                                                 |
| Bonț                                                            | Bonțida                                                         | Borșa                                                           | Borșa-Cătun                                                     |                                                                 |                                                                 |                                                                 |                                                                 |                                                                 |                                                                 |
| Borșa-Crestaia                                                  | Borzești                                                        | Boteni                                                          | Brăișoru                                                        |                                                                 |                                                                 |                                                                 |                                                                 |                                                                 |                                                                 |
| Bucea                                                           | Bunești                                                         | Buru                                                            | Buteni                                                          |                                                                 |                                                                 |                                                                 |                                                                 |                                                                 |                                                                 |
| Buza                                                            |                                                                 |                                                                 |                                                                 |                                                                 |                                                                 |                                                                 |                                                                 |                                                                 |                                                                 |
| C ↑ A B C D E F G H I Î J K L M N O P Q R S Ș T Ț U V W X Y Z ↓ |                                                                 |                                                                 |                                                                 |                                                                 |                                                                 |                                                                 |                                                                 |                                                                 |                                                                 |
| Cacova Ierii                                                    | Calna                                                           | Cara                                                            | Casele Micești                                                  |                                                                 |                                                                 |                                                                 |                                                                 |                                                                 |                                                                 |
| Căianu                                                          | Căianu Mic                                                      | Căianu-Vamă                                                     | Călata                                                          |                                                                 |                                                                 |                                                                 |                                                                 |                                                                 |                                                                 |
| Călărași                                                        | Călărași-Gară                                                   | Călățele                                                        | Cămărașu                                                        |                                                                 |                                                                 |                                                                 |                                                                 |                                                                 |                                                                 |
| Căprioara                                                       | Căpușu Mare                                                     | Căpușu Mic                                                      | Cășeiu                                                          |                                                                 |                                                                 |                                                                 |                                                                 |                                                                 |                                                                 |
| Cătălina                                                        | Cătina                                                          | Câmpenești                                                      | Câmpia Turzii                                                   |                                                                 |                                                                 |                                                                 |                                                                 |                                                                 |                                                                 |
| Câțcău                                                          | Ceaba                                                           | Ceanu Mare                                                      | Ceanu Mic                                                       |                                                                 |                                                                 |                                                                 |                                                                 |                                                                 |                                                                 |
| Cerbești                                                        | Cerc                                                            | Cetan                                                           | Cheia                                                           |                                                                 |                                                                 |                                                                 |                                                                 |                                                                 |                                                                 |
| Chesău                                                          | Chidea                                                          | Chinteni                                                        | Chiriș                                                          |                                                                 |                                                                 |                                                                 |                                                                 |                                                                 |                                                                 |
| Chiuiești                                                       | Ciubanca                                                        | Ciubăncuța                                                      | Ciucea                                                          |                                                                 |                                                                 |                                                                 |                                                                 |                                                                 |                                                                 |
| Ciuleni                                                         | Ciumăfaia                                                       | Ciurgău                                                         | Ciurila                                                         |                                                                 |                                                                 |                                                                 |                                                                 |                                                                 |                                                                 |
| Clapa                                                           | Cluj-Napoca                                                     | Coasta                                                          | Codor                                                           |                                                                 |                                                                 |                                                                 |                                                                 |                                                                 |                                                                 |
| Cojocna                                                         | Colonia                                                         | Comorâța                                                        | Comșești                                                        |                                                                 |                                                                 |                                                                 |                                                                 |                                                                 |                                                                 |
| Copăceni                                                        | Coplean                                                         | Copru                                                           | Corneni                                                         |                                                                 |                                                                 |                                                                 |                                                                 |                                                                 |                                                                 |
| Cornești                                                        | Cornești (Gârbău)                                               | Cornești (Mihai Viteazu)                                        | Corpadea                                                        |                                                                 |                                                                 |                                                                 |                                                                 |                                                                 |                                                                 |
| Corușu                                                          | Crairât                                                         | Crăești                                                         | Cremenea                                                        |                                                                 |                                                                 |                                                                 |                                                                 |                                                                 |                                                                 |
| Cristorel                                                       | Crișeni                                                         | Cubleșu Someșan                                                 | Curtuiușu Dejului                                               |                                                                 |                                                                 |                                                                 |                                                                 |                                                                 |                                                                 |
| Custura                                                         | Cutca                                                           | Cuzdrioara                                                      |                                                                 |                                                                 |                                                                 |                                                                 |                                                                 |                                                                 |                                                                 |
| D ↑ A B C D E F G H I Î J K L M N O P Q R S Ș T Ț U V W X Y Z ↓ |                                                                 |                                                                 |                                                                 |                                                                 |                                                                 |                                                                 |                                                                 |                                                                 |                                                                 |
| Daroț                                                           | Dăbâca                                                          | Dâmbu Mare                                                      | Dâmburile                                                       |                                                                 |                                                                 |                                                                 |                                                                 |                                                                 |                                                                 |
| Dâncu                                                           | Dângău Mare                                                     | Dângău Mic                                                      | Dârja                                                           |                                                                 |                                                                 |                                                                 |                                                                 |                                                                 |                                                                 |
| Dealu Botii                                                     | Dealu Mare                                                      | Dealu Negru                                                     | Dej                                                             |                                                                 |                                                                 |                                                                 |                                                                 |                                                                 |                                                                 |
| Deleni                                                          | Deușu                                                           | Dezmir                                                          | Diviciorii Mari                                                 |                                                                 |                                                                 |                                                                 |                                                                 |                                                                 |                                                                 |
| Diviciorii Mici                                                 | Domoșu                                                          | Dorna                                                           | Dorolțu                                                         |                                                                 |                                                                 |                                                                 |                                                                 |                                                                 |                                                                 |
| Dosu Bricii                                                     | Dosu Napului                                                    | Dretea                                                          | Dumbrava                                                        |                                                                 |                                                                 |                                                                 |                                                                 |                                                                 |                                                                 |
| E ↑ A B C D E F G H I Î J K L M N O P Q R S Ș T Ț U V W X Y Z ↓ |                                                                 |                                                                 |                                                                 |                                                                 |                                                                 |                                                                 |                                                                 |                                                                 |                                                                 |
| Elciu (niciun monument)                                         | Escu (niciun monument)                                          |                                                                 |                                                                 |                                                                 |                                                                 |                                                                 |                                                                 |                                                                 |                                                                 |
| F ↑ A B C D E F G H I Î J K L M N O P Q R S Ș T Ț U V W X Y Z ↓ |                                                                 |                                                                 |                                                                 |                                                                 |                                                                 |                                                                 |                                                                 |                                                                 |                                                                 |
| Falca                                                           | Făgetu Ierii                                                    | Făureni                                                         | Fânațe                                                          |                                                                 |                                                                 |                                                                 |                                                                 |                                                                 |                                                                 |
| Feiurdeni                                                       | Feldioara                                                       | Feleacu                                                         | Filea de Jos                                                    |                                                                 |                                                                 |                                                                 |                                                                 |                                                                 |                                                                 |
| Filea de Sus                                                    | Finciu                                                          | Finișel                                                         | Fizeșu Gherlii                                                  |                                                                 |                                                                 |                                                                 |                                                                 |                                                                 |                                                                 |
| Florești                                                        | Fodora                                                          | Frata                                                           | Frăsinet                                                        |                                                                 |                                                                 |                                                                 |                                                                 |                                                                 |                                                                 |
| Fundătura                                                       |                                                                 |                                                                 |                                                                 |                                                                 |                                                                 |                                                                 |                                                                 |                                                                 |                                                                 |
| G ↑ A B C D E F G H I Î J K L M N O P Q R S Ș T Ț U V W X Y Z ↓ |                                                                 |                                                                 |                                                                 |                                                                 |                                                                 |                                                                 |                                                                 |                                                                 |                                                                 |
| Gădălin                                                         | Gârbău                                                          | Gârbău Dejului                                                  | Geaca                                                           |                                                                 |                                                                 |                                                                 |                                                                 |                                                                 |                                                                 |
| Gheorghieni                                                     | Gherla                                                          | Ghirișu Român                                                   | Ghirolt                                                         |                                                                 |                                                                 |                                                                 |                                                                 |                                                                 |                                                                 |
| Gilău                                                           | Giula                                                           | Giurcuța de Jos                                                 | Giurcuța de Sus                                                 |                                                                 |                                                                 |                                                                 |                                                                 |                                                                 |                                                                 |
| Gligorești                                                      | Guga                                                            |                                                                 |                                                                 |                                                                 |                                                                 |                                                                 |                                                                 |                                                                 |                                                                 |
| H ↑ A B C D E F G H I Î J K L M N O P Q R S Ș T Ț U V W X Y Z ↓ |                                                                 |                                                                 |                                                                 |                                                                 |                                                                 |                                                                 |                                                                 |                                                                 |                                                                 |
| Hagău                                                           | Hășdate (Gherla)                                                | Hășdate (Săvădisla)                                             | Hodaie                                                          |                                                                 |                                                                 |                                                                 |                                                                 |                                                                 |                                                                 |
| Hodăi-Boian                                                     | Hodișu                                                          | Horlacea                                                        | Huci                                                            |                                                                 |                                                                 |                                                                 |                                                                 |                                                                 |                                                                 |
| Huedin                                                          | Huta                                                            |                                                                 |                                                                 |                                                                 |                                                                 |                                                                 |                                                                 |                                                                 |                                                                 |
| I ↑ A B C D E F G H I Î J K L M N O P Q R S Ș T Ț U V W X Y Z ↓ |                                                                 |                                                                 |                                                                 |                                                                 |                                                                 |                                                                 |                                                                 |                                                                 |                                                                 |
| Iacobeni                                                        | Iara                                                            | Iclod                                                           | Iclozel                                                         |                                                                 |                                                                 |                                                                 |                                                                 |                                                                 |                                                                 |
| Igriția                                                         | Inucu                                                           | Iuriu de Câmpie                                                 | Izvoru Crișului                                                 |                                                                 |                                                                 |                                                                 |                                                                 |                                                                 |                                                                 |
| J ↑ A B C D E F G H I Î J K L M N O P Q R S Ș T Ț U V W X Y Z ↓ |                                                                 |                                                                 |                                                                 |                                                                 |                                                                 |                                                                 |                                                                 |                                                                 |                                                                 |
| Jichișu de Jos                                                  | Jichișu de Sus                                                  | Juc-Herghelie                                                   | Jucu de Mijloc                                                  |                                                                 |                                                                 |                                                                 |                                                                 |                                                                 |                                                                 |
| Jucu de Sus                                                     | Jurca                                                           |                                                                 |                                                                 |                                                                 |                                                                 |                                                                 |                                                                 |                                                                 |                                                                 |
| L ↑ A B C D E F G H I Î J K L M N O P Q R S Ș T Ț U V W X Y Z ↓ |                                                                 |                                                                 |                                                                 |                                                                 |                                                                 |                                                                 |                                                                 |                                                                 |                                                                 |
| Lacu                                                            | Lăpuștești                                                      | Leghia                                                          | Legii                                                           |                                                                 |                                                                 |                                                                 |                                                                 |                                                                 |                                                                 |
| Leurda                                                          | Lita                                                            | Liteni                                                          | Livada (Iclod)                                                  |                                                                 |                                                                 |                                                                 |                                                                 |                                                                 |                                                                 |
| Livada (Petreștii de Jos)                                       | Lobodaș                                                         | Lujerdiu                                                        | Luna                                                            |                                                                 |                                                                 |                                                                 |                                                                 |                                                                 |                                                                 |
| Luna de Jos                                                     | Luna de Sus                                                     | Lunca Bonțului                                                  | Lunca Vișagului                                                 |                                                                 |                                                                 |                                                                 |                                                                 |                                                                 |                                                                 |
| Luncani                                                         | Lungești                                                        |                                                                 |                                                                 |                                                                 |                                                                 |                                                                 |                                                                 |                                                                 |                                                                 |
| M ↑ A B C D E F G H I Î J K L M N O P Q R S Ș T Ț U V W X Y Z ↓ |                                                                 |                                                                 |                                                                 |                                                                 |                                                                 |                                                                 |                                                                 |                                                                 |                                                                 |
| Macău                                                           | Maia                                                            | Mașca                                                           | Măcicașu                                                        |                                                                 |                                                                 |                                                                 |                                                                 |                                                                 |                                                                 |
| Măgoaja                                                         | Măgura Ierii                                                    | Măguri                                                          | Măguri-Răcătău                                                  |                                                                 |                                                                 |                                                                 |                                                                 |                                                                 |                                                                 |
| Măhal                                                           | Mănăstirea                                                      | Mănăstireni                                                     | Mănășturel                                                      |                                                                 |                                                                 |                                                                 |                                                                 |                                                                 |                                                                 |
| Mănășturu Românesc                                              | Mărcești                                                        | Mărgău                                                          | Mărișel                                                         |                                                                 |                                                                 |                                                                 |                                                                 |                                                                 |                                                                 |
| Mărtinești                                                      | Mera                                                            | Mica                                                            | Micești                                                         |                                                                 |                                                                 |                                                                 |                                                                 |                                                                 |                                                                 |
| Mihai Viteazu                                                   | Mihăiești                                                       | Mintiu Gherlii                                                  | Moara de Pădure                                                 |                                                                 |                                                                 |                                                                 |                                                                 |                                                                 |                                                                 |
| Mociu                                                           | Moldovenești                                                    | Morău                                                           | Moriști                                                         |                                                                 |                                                                 |                                                                 |                                                                 |                                                                 |                                                                 |
| Morlaca                                                         | Morțești                                                        | Muncel                                                          | Muntele Băișorii                                                |                                                                 |                                                                 |                                                                 |                                                                 |                                                                 |                                                                 |
| Muntele Bocului                                                 | Muntele Cacovei                                                 | Muntele Filii                                                   | Muntele Rece                                                    |                                                                 |                                                                 |                                                                 |                                                                 |                                                                 |                                                                 |
| Muntele Săcelului                                               | Mureșenii de Câmpie                                             |                                                                 |                                                                 |                                                                 |                                                                 |                                                                 |                                                                 |                                                                 |                                                                 |
| N ↑ A B C D E F G H I Î J K L M N O P Q R S Ș T Ț U V W X Y Z ↓ |                                                                 |                                                                 |                                                                 |                                                                 |                                                                 |                                                                 |                                                                 |                                                                 |                                                                 |
| Nadășu                                                          | Nădășelu                                                        | Năoiu                                                           | Năsal                                                           |                                                                 |                                                                 |                                                                 |                                                                 |                                                                 |                                                                 |
| Nearșova                                                        | Negreni                                                         | Nicula                                                          | Nima                                                            |                                                                 |                                                                 |                                                                 |                                                                 |                                                                 |                                                                 |
| Nireș                                                           |                                                                 |                                                                 |                                                                 |                                                                 |                                                                 |                                                                 |                                                                 |                                                                 |                                                                 |
| O ↑ A B C D E F G H I Î J K L M N O P Q R S Ș T Ț U V W X Y Z ↓ |                                                                 |                                                                 |                                                                 |                                                                 |                                                                 |                                                                 |                                                                 |                                                                 |                                                                 |
| Oaș                                                             | Ocna Dejului                                                    | Ocolișel                                                        | Olariu                                                          |                                                                 |                                                                 |                                                                 |                                                                 |                                                                 |                                                                 |
| Orman                                                           | Osoi                                                            | Oșorhel                                                         |                                                                 |                                                                 |                                                                 |                                                                 |                                                                 |                                                                 |                                                                 |
| P ↑ A B C D E F G H I Î J K L M N O P Q R S Ș T Ț U V W X Y Z ↓ |                                                                 |                                                                 |                                                                 |                                                                 |                                                                 |                                                                 |                                                                 |                                                                 |                                                                 |
| Panticeu                                                        | Pata                                                            | Pădurea Iacobeni                                                | Pădureni (Chinteni)                                             |                                                                 |                                                                 |                                                                 |                                                                 |                                                                 |                                                                 |
| Pădureni (Ciurila)                                              | Pădurenii (Mintiu Gherlii)                                      | Pădurenii (Tritenii de Jos)                                     | Pălatca                                                         |                                                                 |                                                                 |                                                                 |                                                                 |                                                                 |                                                                 |
| Păniceni                                                        | Pâglișa                                                         | Peștera                                                         | Petea                                                           |                                                                 |                                                                 |                                                                 |                                                                 |                                                                 |                                                                 |
| Petrești                                                        | Petreștii de Jos                                                | Petreștii de Mijloc                                             | Petreștii de Sus                                                |                                                                 |                                                                 |                                                                 |                                                                 |                                                                 |                                                                 |
| Pietroasa                                                       | Pintic                                                          | Plaiuri                                                         | Plăiești                                                        |                                                                 |                                                                 |                                                                 |                                                                 |                                                                 |                                                                 |
| Plopi                                                           | Ploscoș                                                         | Podeni                                                          | Poiana Frății                                                   |                                                                 |                                                                 |                                                                 |                                                                 |                                                                 |                                                                 |
| Poiana Horea                                                    | Poieni                                                          | Popești                                                         | Prelucele                                                       |                                                                 |                                                                 |                                                                 |                                                                 |                                                                 |                                                                 |
| Pruneni                                                         | Pruni                                                           | Pruniș                                                          | Puini                                                           |                                                                 |                                                                 |                                                                 |                                                                 |                                                                 |                                                                 |
| Pustuța                                                         |                                                                 |                                                                 |                                                                 |                                                                 |                                                                 |                                                                 |                                                                 |                                                                 |                                                                 |
| R ↑ A B C D E F G H I Î J K L M N O P Q R S Ș T Ț U V W X Y Z ↓ |                                                                 |                                                                 |                                                                 |                                                                 |                                                                 |                                                                 |                                                                 |                                                                 |                                                                 |
| Răchițele                                                       | Rădaia                                                          | Răscruci                                                        | Răzbuneni                                                       |                                                                 |                                                                 |                                                                 |                                                                 |                                                                 |                                                                 |
| Răzoare                                                         | Râșca                                                           | Recea-Cristur                                                   | Rediu                                                           |                                                                 |                                                                 |                                                                 |                                                                 |                                                                 |                                                                 |
| Rogojel                                                         | Roșieni                                                         | Rotunda                                                         | Rugășești                                                       |                                                                 |                                                                 |                                                                 |                                                                 |                                                                 |                                                                 |
| S ↑ A B C D E F G H I Î J K L M N O P Q R S Ș T Ț U V W X Y Z ↓ |                                                                 |                                                                 |                                                                 |                                                                 |                                                                 |                                                                 |                                                                 |                                                                 |                                                                 |
| Salatiu                                                         | Satu Lung                                                       | Sava                                                            | Săcălaia                                                        |                                                                 |                                                                 |                                                                 |                                                                 |                                                                 |                                                                 |
| Săcel                                                           | Săcuieu                                                         | Sălătruc                                                        | Sălicea                                                         |                                                                 |                                                                 |                                                                 |                                                                 |                                                                 |                                                                 |
| Sălișca                                                         | Săliște                                                         | Săliștea Nouă                                                   | Săliștea Veche                                                  |                                                                 |                                                                 |                                                                 |                                                                 |                                                                 |                                                                 |
| Săndulești                                                      | Sărata                                                          | Sărădiș                                                         | Săvădisla                                                       |                                                                 |                                                                 |                                                                 |                                                                 |                                                                 |                                                                 |
| Sâmboieni                                                       | Sâmboleni                                                       | Sâncraiu                                                        | Sânmartin                                                       |                                                                 |                                                                 |                                                                 |                                                                 |                                                                 |                                                                 |
| Sânmărghita                                                     | Sânmărtin                                                       | Sânnicoară                                                      | Sânpaul                                                         |                                                                 |                                                                 |                                                                 |                                                                 |                                                                 |                                                                 |
| Sântejude                                                       | Sântejude-Vale                                                  | Sântioana                                                       | Scrind-Frăsinet                                                 |                                                                 |                                                                 |                                                                 |                                                                 |                                                                 |                                                                 |
| Sic                                                             | Sicfa                                                           | Silivaș                                                         | Smida                                                           |                                                                 |                                                                 |                                                                 |                                                                 |                                                                 |                                                                 |
| Someșu Cald                                                     | Someșu Rece                                                     | Soporu de Câmpie                                                | Stârcu                                                          |                                                                 |                                                                 |                                                                 |                                                                 |                                                                 |                                                                 |
| Stejeriș                                                        | Stoiana                                                         | Stolna                                                          | Straja (Căpușu Mare)                                            |                                                                 |                                                                 |                                                                 |                                                                 |                                                                 |                                                                 |
| Straja (Cojocna)                                                | Strâmbu                                                         | Strucut                                                         | Suarăș                                                          |                                                                 |                                                                 |                                                                 |                                                                 |                                                                 |                                                                 |
| Suatu                                                           | Sub Coastă                                                      | Suceagu                                                         | Sucutard                                                        |                                                                 |                                                                 |                                                                 |                                                                 |                                                                 |                                                                 |
| Sumurducu                                                       | Surduc                                                          |                                                                 |                                                                 |                                                                 |                                                                 |                                                                 |                                                                 |                                                                 |                                                                 |
| Ș ↑ A B C D E F G H I Î J K L M N O P Q R S Ș T Ț U V W X Y Z ↓ |                                                                 |                                                                 |                                                                 |                                                                 |                                                                 |                                                                 |                                                                 |                                                                 |                                                                 |
| Șardu                                                           | Șaula                                                           | Șigău                                                           | Șoimeni                                                         |                                                                 |                                                                 |                                                                 |                                                                 |                                                                 |                                                                 |
| Șomcutu Mic                                                     | Șutu                                                            |                                                                 |                                                                 |                                                                 |                                                                 |                                                                 |                                                                 |                                                                 |                                                                 |
| T ↑ A B C D E F G H I Î J K L M N O P Q R S Ș T Ț U V W X Y Z ↓ |                                                                 |                                                                 |                                                                 |                                                                 |                                                                 |                                                                 |                                                                 |                                                                 |                                                                 |
| Tarnița                                                         | Tărpiu                                                          | Tăușeni                                                         | Tăuți                                                           |                                                                 |                                                                 |                                                                 |                                                                 |                                                                 |                                                                 |
| Târgușor                                                        | Ticu                                                            | Ticu-Colonie                                                    | Tiocu de Jos                                                    |                                                                 |                                                                 |                                                                 |                                                                 |                                                                 |                                                                 |
| Tiocu de Sus                                                    | Tioltiur                                                        | Topa Mică                                                       | Tranișu                                                         |                                                                 |                                                                 |                                                                 |                                                                 |                                                                 |                                                                 |
| Tritenii-Hotar                                                  | Tritenii de Jos                                                 | Tritenii de Sus                                                 | Turda                                                           |                                                                 |                                                                 |                                                                 |                                                                 |                                                                 |                                                                 |
| Turea                                                           | Tureni                                                          | Turmași                                                         |                                                                 |                                                                 |                                                                 |                                                                 |                                                                 |                                                                 |                                                                 |
| Ț ↑ A B C D E F G H I Î J K L M N O P Q R S Ș T Ț U V W X Y Z ↓ |                                                                 |                                                                 |                                                                 |                                                                 |                                                                 |                                                                 |                                                                 |                                                                 |                                                                 |
| Țaga                                                            |                                                                 |                                                                 |                                                                 |                                                                 |                                                                 |                                                                 |                                                                 |                                                                 |                                                                 |
| U ↑ A B C D E F G H I Î J K L M N O P Q R S Ș T Ț U V W X Y Z ↓ |                                                                 |                                                                 |                                                                 |                                                                 |                                                                 |                                                                 |                                                                 |                                                                 |                                                                 |
| Unguraș                                                         | Urca                                                            | Urișor                                                          |                                                                 |                                                                 |                                                                 |                                                                 |                                                                 |                                                                 |                                                                 |
| V ↑ A B C D E F G H I Î J K L M N O P Q R S Ș T Ț U V W X Y Z ↓ |                                                                 |                                                                 |                                                                 |                                                                 |                                                                 |                                                                 |                                                                 |                                                                 |                                                                 |
| Vad                                                             | Vaida-Cămăraș                                                   | Vale                                                            | Valea Agrișului                                                 |                                                                 |                                                                 |                                                                 |                                                                 |                                                                 |                                                                 |
| Valea Caldă                                                     | Valea Cășeielului                                               | Valea Cireșoii                                                  | Valea Drăganului                                                |                                                                 |                                                                 |                                                                 |                                                                 |                                                                 |                                                                 |
| Valea Florilor                                                  | Valea Gârboului                                                 | Valea Groșilor                                                  | Valea Ierii                                                     |                                                                 |                                                                 |                                                                 |                                                                 |                                                                 |                                                                 |
| Valea Luncii                                                    | Valea Ungurașului                                               | Valea Vadului                                                   | Valea lui Cati                                                  |                                                                 |                                                                 |                                                                 |                                                                 |                                                                 |                                                                 |
| Valea lui Opriș                                                 | Văleni (Căianu)                                                 | Văleni (Călățele)                                               | Vălișoara                                                       |                                                                 |                                                                 |                                                                 |                                                                 |                                                                 |                                                                 |
| Vâlcele                                                         | Vâlcelele                                                       | Vânători                                                        | Vechea                                                          |                                                                 |                                                                 |                                                                 |                                                                 |                                                                 |                                                                 |
| Viișoara                                                        | Vișagu                                                          | Vișea                                                           | Viștea                                                          |                                                                 |                                                                 |                                                                 |                                                                 |                                                                 |                                                                 |
| Vlaha                                                           | Vultureni                                                       |                                                                 |                                                                 |                                                                 |                                                                 |                                                                 |                                                                 |                                                                 |                                                                 |
| Z ↑ A B C D E F G H I Î J K L M N O P Q R S Ș T Ț U V W X Y Z ↓ |                                                                 |                                                                 |                                                                 |                                                                 |                                                                 |                                                                 |                                                                 |                                                                 |                                                                 |
| Zorenii de Vale (niciun monument)                               |                                                                 |                                                                 |                                                                 |                                                                 |                                                                 |                                                                 |                                                                 |                                                                 |                                                                 |